# Кіт (геральдика)
У геральдиці кіт є символом незалежності, пильності та спритності. Однак, наявність кота на гербі в більшості випадків пояснюється як промовистий герб і, отже, не має на увазі певної символіки. 
Як геральдична тварина, кішка не дуже поширена. На відміну від інших геральдичних тварин, зображення не вирізняється певною усталеністю. Кішка може стояти чи сидіти, і навіть стояти, дивитися як на глядача, так і вбік. Переважно кішка чорного чи білого кольору. У багатьох родинних гербах на щиті є геральдична тварина; трапляється й кішка. Кішка дуже часто використовують у значках, так званій парагеральдиці, військовими.

## Приклади гербів поселень

На червоному фоні сидить срібний кіт (Собріо[en], Швейцарія)
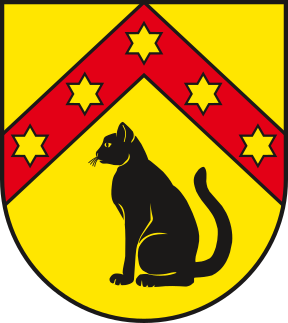
На золотому фоні сидить чорний кіт (Вуст, Німеччина)
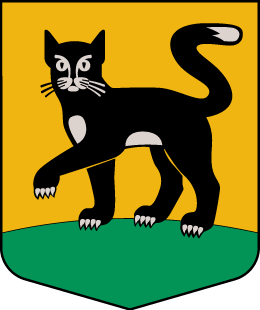
Кіт крокує (Інчукалнс, Латвія)
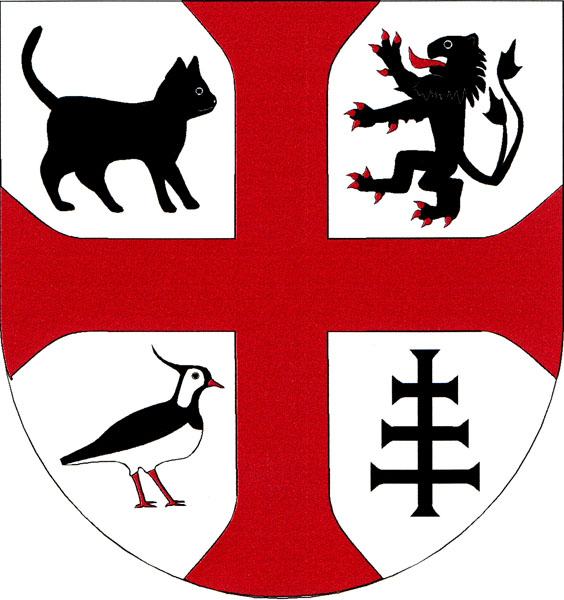
Кішка стоїть (Шаквіце[en], Чехія)
Три золоті кішки поруч (Баріано, Італія)
Кішка з рибою (Моссе, Франція)
Чорна кішка (Сен-Ремі-о-Буа, Франція)
Чорна кішка (Жененвіль, Франція)
Кіт із клубком пряжі (Шален, Франція)

## Приклади родинних гербів

де Катерс
де Мюйзер
де Мюйзер Лантвік
де Міко